# SDSS J120252.32+180030.0
SDSS J120252.32+180030.0 ist eine Galaxie im Sternbild Coma Berenices am Nordsternhimmel. Sie ist schätzungsweise 1,3 Milliarden Lichtjahre von der Milchstraße entfernt. Gemeinsam mit NGC 4048 und PGC 1547969 bildet sie ein optisches Galaxientrio.